# Fußball-Weltmeisterschaft der Frauen 2015/Gruppe B
| Pl. | Land           | Sp. | S | U | N | Tore    | Diff. | Punkte |
| --- | -------------- | --- | - | - | - | ------- | ----- | ------ |
| 1.  | Deutschland    | 3   | 2 | 1 | 0 | 015:100 | +14   | 07     |
| 2.  | Norwegen       | 3   | 2 | 1 | 0 | 008:200 | +6    | 07     |
| 3.  | Thailand       | 3   | 1 | 0 | 2 | 003:100 | −7    | 03     |
| 4.  | Elfenbeinküste | 3   | 0 | 0 | 3 | 003:160 | −13   | 0      |

Gruppe B der Fußball-Weltmeisterschaft der Frauen 2015:

## Norwegen – Thailand 4:0 (3:0)
| Norwegen                                            | Norwegen | Thailand | Thailand | Aufstellung                         |
| --------------------------------------------------- | --- | --- | -------- | ----------------------------------- |
| Norwegen                                            | \| 1. Spieltag \| \| 7. Juni 2015, 13:00 Uhr in Ottawa \| \| Zuschauer: 20.953 \| \| Schiedsrichterin: Anna-Marie Keighley ( Neuseeland) \| \| Spielbericht \| | \| 1. Spieltag \| \| 7. Juni 2015, 13:00 Uhr in Ottawa \| \| Zuschauer: 20.953 \| \| Schiedsrichterin: Anna-Marie Keighley ( Neuseeland) \| \| Spielbericht \| | Thailand | Aufstellung Norwegen gegen Thailand |
| Norwegen                                            | Ingrid Hjelmseth – Ingrid Moe Wold, Nora Holstad Berge (46. Marita Skammelsrud Lund), Trine Rønning (63. Elise Thorsnes), Maren Mjelde – Gry Tofte Ims, Lene Mykjåland, Solveig Gulbrandsen (69. Emilie Haavi) – Ada Hegerberg, Isabell Herlovsen, Kristine Minde Cheftrainer: Even Pellerud | Waraporn Boonsing – Sunisa Srangthaisong, Natthakarn Chinwong, Duangnapa Sritala , Warunee Phetwiset – Silawan Intamee, Pikul Khueanpet, Anootsara Maijarern (90. Thanatta Chawong), Naphat Seesraum (59. Orathai Srimanee) Rattikan Thongsombut – Kanjana Sungngoen Cheftrainerin: Nuengrutai Srathongvian | Thailand | Aufstellung Norwegen gegen Thailand |
| Norwegen                                            | 1:0 Rønning (15.) 2:0 Herlovsen (29.) 3:0 Herlovsen (34.) 4:0 Hegerberg (46.) | | Thailand | Aufstellung Norwegen gegen Thailand |
| Norwegen                                            | Phetwiset, Sritala | | Thailand | Aufstellung Norwegen gegen Thailand |
| Norwegen                                            | Boonsing hält Foulelfmeter von Mjelde (75.) | | Thailand | Aufstellung Norwegen gegen Thailand |
| Norwegen                                            | Spieler des Spiels: Isabell Herlovsen (Norwegen) | | Thailand | Aufstellung Norwegen gegen Thailand |
| 1. Spieltag                                         | | |          |                                     |
| 7. Juni 2015, 13:00 Uhr in Ottawa                   | | |          |                                     |
| Zuschauer: 20.953                                   | | |          |                                     |
| Schiedsrichterin: Anna-Marie Keighley ( Neuseeland) | | |          |                                     |
| Spielbericht                                        | | |          |                                     |

## Deutschland – Elfenbeinküste 10:0 (5:0)
| Deutschland                               | Deutschland | Elfenbeinküste | Elfenbeinküste | Aufstellung                                  |
| ----------------------------------------- | --- | --- | -------------- | -------------------------------------------- |
| Deutschland                               | \| 1. Spieltag \| \| 7. Juni 2015, 16:00 Uhr in Ottawa \| \| Zuschauer: 20.953 \| \| Schiedsrichterin: Carol Chenard ( Kanada) \| \| Spielbericht \| | \| 1. Spieltag \| \| 7. Juni 2015, 16:00 Uhr in Ottawa \| \| Zuschauer: 20.953 \| \| Schiedsrichterin: Carol Chenard ( Kanada) \| \| Spielbericht \| | Elfenbeinküste | Aufstellung Deutschland gegen Elfenbeinküste |
| Deutschland                               | Nadine Angerer – Tabea Kemme, Saskia Bartusiak, Annike Krahn, Leonie Maier – Melanie Leupolz (17. Melanie Behringer), Lena Goeßling, Alexandra Popp, Simone Laudehr (73. Lena Petermann) – Anja Mittag, Célia Šašić (46. Sara Däbritz) Cheftrainerin: Silvia Neid | Dominique Thiamale – Nina Kphao (38. Fernande Tchétché), Fatou Coulibaly, Sophie Aguie, Raymonde Kacou – Ida Guehai, Rita Akaffou, Rebecca Elloh (72. Ange N’Guessan), Nadège Essoh (39. Ines N’Rehy), José Nahi – Binta Diakité Cheftrainerin: Clémentine Touré | Elfenbeinküste | Aufstellung Deutschland gegen Elfenbeinküste |
| Deutschland                               | 01:0 Šašić (3.) 02:0 Šašić (14.) 03:0 Mittag (29.) 04:0 Šašić (31.) 05:0 Mittag (35.) 06:0 Mittag (64.) 07:0 Laudehr (71.) 08:0 Däbritz (75.) 09:0 Behringer (79.) 10:0 Popp (85.)                                                                                | | Elfenbeinküste | Aufstellung Deutschland gegen Elfenbeinküste |
| Deutschland                               | Akaffou, Thiamale, Aguie, Elloh, Coulibaly, Nahi | | Elfenbeinküste | Aufstellung Deutschland gegen Elfenbeinküste |
| Deutschland                               | Melanie Behringer erzielt das 100. WM-Tor für Deutschland | | Elfenbeinküste | Aufstellung Deutschland gegen Elfenbeinküste |
| Deutschland                               | Spieler des Spiels: Anja Mittag (Deutschland) | | Elfenbeinküste | Aufstellung Deutschland gegen Elfenbeinküste |
| 1. Spieltag                               | | |                |                                              |
| 7. Juni 2015, 16:00 Uhr in Ottawa         | | |                |                                              |
| Zuschauer: 20.953                         | | |                |                                              |
| Schiedsrichterin: Carol Chenard ( Kanada) | | |                |                                              |
| Spielbericht                              | | |                |                                              |

## Deutschland – Norwegen 1:1 (1:0)
| Deutschland                                 | Deutschland | Norwegen | Norwegen | Aufstellung                            |
| ------------------------------------------- | --- | --- | -------- | -------------------------------------- |
| Deutschland                                 | \| 2. Spieltag \| \| 11. Juni 2015, 16:00 Uhr in Ottawa \| \| Zuschauer: 18.987 \| \| Schiedsrichterin: Teodora Albon ( Rumänien) \| \| Spielbericht \| | \| 2. Spieltag \| \| 11. Juni 2015, 16:00 Uhr in Ottawa \| \| Zuschauer: 18.987 \| \| Schiedsrichterin: Teodora Albon ( Rumänien) \| \| Spielbericht \| | Norwegen | Aufstellung Deutschland gegen Norwegen |
| Deutschland                                 | Nadine Angerer – Tabea Kemme, Saskia Bartusiak, Annike Krahn, Leonie Maier – Dzsenifer Marozsán, Lena Goeßling, Alexandra Popp (70. Sara Däbritz), Anja Mittag (80. Pauline Bremer), Simone Laudehr (66. Lena Lotzen) – Célia Šašić Cheftrainerin: Silvia Neid | Ingrid Hjelmseth – Ingrid Moe Wold, Maria Thorisdottir, Marita Skammelsrud Lund, Maren Mjelde – Lene Mykjåland, Gry Tofte Ims (46. Solveig Gulbrandsen), Ingrid Schjelderup – Ada Hegerberg, Isabell Herlovsen (90.+2’ Emilie Haavi), Kristine Minde (60. Elise Thorsnes) Cheftrainer: Even Pellerud | Norwegen | Aufstellung Deutschland gegen Norwegen |
| Deutschland                                 | 1:0 Mittag (6.) | 1:1 Mjelde (61.) | Norwegen | Aufstellung Deutschland gegen Norwegen |
| Deutschland                                 | Bartusiak | | Norwegen | Aufstellung Deutschland gegen Norwegen |
| Deutschland                                 | Spieler des Spiels: Dzsenifer Marozsán (Deutschland) | | Norwegen | Aufstellung Deutschland gegen Norwegen |
| 2. Spieltag                                 | | |          |                                        |
| 11. Juni 2015, 16:00 Uhr in Ottawa          | | |          |                                        |
| Zuschauer: 18.987                           | | |          |                                        |
| Schiedsrichterin: Teodora Albon ( Rumänien) | | |          |                                        |
| Spielbericht                                | | |          |                                        |

## Elfenbeinküste – Thailand 2:3 (1:2)
| Elfenbeinküste                                         | Elfenbeinküste | Thailand | Thailand | Aufstellung                               |
| ------------------------------------------------------ | --- | --- | -------- | ----------------------------------------- |
| Elfenbeinküste                                         | \| 2. Spieltag \| \| 11. Juni 2015, 19:00 Uhr in Ottawa \| \| Zuschauer: 18.987 \| \| Schiedsrichterin: Margaret Domka ( Vereinigte Staaten) \| \| Spielbericht \| | \| 2. Spieltag \| \| 11. Juni 2015, 19:00 Uhr in Ottawa \| \| Zuschauer: 18.987 \| \| Schiedsrichterin: Margaret Domka ( Vereinigte Staaten) \| \| Spielbericht \| | Thailand | Aufstellung Elfenbeinküste gegen Thailand |
| Elfenbeinküste                                         | Dominique Thiamale – Fernande Tchétché, Djelika Coulibaly, Fatou Coulibaly, Raymonde Kacou – Rita Akaffou (46. Rebecca Elloh), Ida Guehai (81. Jessica Aby), Christine Lohouès – Binta Diakité (34. José Nahi), Ines N’Rehy, Ange N’Guessan Cheftrainerin: Clémentine Touré | Waraporn Boonsing – Sunisa Srangthaisong, Natthakarn Chinwong (90.+7’ Darut Changplook), Duangnapa Sritala, Warunee Phetwiset – Silawan Intamee, Pikul Khueanpet, Anootsara Maijarern, Orathai Srimanee (73. Thanatta Chawong), Kanjana Sungngoen – Nisa Romyen (43. Rattikan Thongsombut) Cheftrainerin: Nuengrutai Srathongvian | Thailand | Aufstellung Elfenbeinküste gegen Thailand |
| Elfenbeinküste                                         | 1:0 N’Guessan (4.) 2:3 Nahi (88.) | 1:1 Srimanee (26.) 1:2 Srimanee (45.+3) 1:3 Chawong (75.) | Thailand | Aufstellung Elfenbeinküste gegen Thailand |
| Elfenbeinküste                                         | Aby | | Thailand | Aufstellung Elfenbeinküste gegen Thailand |
| Elfenbeinküste                                         | Thanatta Chawong erzielte das bisher schnellste Tor einer Einwechselspielerin (2 Minuten nach ihrer Einwechslung, der bisherige Rekord bei Weltmeisterschaften der Frauen war 3 Minuten)                                                                                    | | Thailand | Aufstellung Elfenbeinküste gegen Thailand |
| Elfenbeinküste                                         | Spieler des Spiels: Orathai Srimanee (Thailand) | | Thailand | Aufstellung Elfenbeinküste gegen Thailand |
| 2. Spieltag                                            | | |          |                                           |
| 11. Juni 2015, 19:00 Uhr in Ottawa                     | | |          |                                           |
| Zuschauer: 18.987                                      | | |          |                                           |
| Schiedsrichterin: Margaret Domka ( Vereinigte Staaten) | | |          |                                           |
| Spielbericht                                           | | |          |                                           |

## Thailand – Deutschland 0:4 (0:1)
| Thailand                                | Thailand | Deutschland | Deutschland | Aufstellung                            |
| --------------------------------------- | --- | --- | ----------- | -------------------------------------- |
| Thailand                                | \| 3. Spieltag \| \| 15. Juni 2015, 15:00 Uhr in Winnipeg \| \| Zuschauer: 26.191 \| \| Schiedsrichter: Gladys Lengwe ( Sambia) \| \| Spielbericht \| | \| 3. Spieltag \| \| 15. Juni 2015, 15:00 Uhr in Winnipeg \| \| Zuschauer: 26.191 \| \| Schiedsrichter: Gladys Lengwe ( Sambia) \| \| Spielbericht \| | Deutschland | Aufstellung Thailand gegen Deutschland |
| Thailand                                | Waraporn Boonsing – Sunisa Srangthaisong, Duangnapa Sritala , Natthakarn Chinwong, Warunee Phetwiset – Anootsara Maijarern (87. Alisa Rukpinij), Silawan Intamee, Pikul Khueanpet, Rattikan Thongsombut (89. Darut Changplook) – Orathai Srimanee (79. Wilaiporn Boothduang), Kanjana Sungngoen Cheftrainer: Nuengrutai Srathongvian | Nadine Angerer – Jennifer Cramer, Babett Peter, Annike Krahn (61. Josephine Henning), Bianca Schmidt – Melanie Leupolz, Melanie Behringer, Sara Däbritz, Dzsenifer Marozsán (46. Lena Petermann), Lena Lotzen – Célia Šašić (46. Anja Mittag) Cheftrainer: Silvia Neid | Deutschland | Aufstellung Thailand gegen Deutschland |
| Thailand                                | 0:1 Leupolz (24.) 0:2 Petermann (56.) 0:3 Petermann (58.) 0:4 Däbritz (73.) | | Deutschland | Aufstellung Thailand gegen Deutschland |
| Thailand                                | Maijarern | | Deutschland | Aufstellung Thailand gegen Deutschland |
| Thailand                                | Spieler des Spiels: Melanie Leupolz (Deutschland) | | Deutschland | Aufstellung Thailand gegen Deutschland |
| 3. Spieltag                             | | |             |                                        |
| 15. Juni 2015, 15:00 Uhr in Winnipeg    | | |             |                                        |
| Zuschauer: 26.191                       | | |             |                                        |
| Schiedsrichter: Gladys Lengwe ( Sambia) | | |             |                                        |
| Spielbericht                            | | |             |                                        |

## Elfenbeinküste – Norwegen 1:3 (0:1)
| Elfenbeinküste                                 | Elfenbeinküste | Norwegen | Norwegen | Aufstellung                               |
| ---------------------------------------------- | --- | --- | -------- | ----------------------------------------- |
| Elfenbeinküste                                 | \| 3. Spieltag \| \| 15. Juni 2015, 17:00 Uhr in Moncton \| \| Zuschauer: 7.147 \| \| Schiedsrichter: Salomé di Iorio ( Argentinien) \| \| Spielbericht \| | \| 3. Spieltag \| \| 15. Juni 2015, 17:00 Uhr in Moncton \| \| Zuschauer: 7.147 \| \| Schiedsrichter: Salomé di Iorio ( Argentinien) \| \| Spielbericht \| | Norwegen | Aufstellung Elfenbeinküste gegen Norwegen |
| Elfenbeinküste                                 | Cynthia Djohoré – Fernande Tchétché, Djelika Coulibaly, Fatou Coulibaly , Nadege Cissé (68. Binta Diakité, 90.+2’ Nadège Essoh) – Rebecca Elloh, Ida Guehai, Christine Lohouès (90.+3’ Rita Akaffou) – Ange N’Guessan, Ines N’Rehy, José Nahi Cheftrainer: Clémentine Touré | Ingrid Hjelmseth (79. Silje Vesterbekkmo) – Kristine Minde (46. Ingrid Moe Wold), Maria Thorisdottir, Marita Skammelsrud Lund, Elise Thorsnes – Lene Mykjåland, Ingrid Schjelderup, Solveig Gulbrandsen – Emilie Haavi, Ada Hegerberg, Lisa-Marie Utland (64. Maren Mjelde) Cheftrainer: Even Pellerud | Norwegen | Aufstellung Elfenbeinküste gegen Norwegen |
| Elfenbeinküste                                 | 1:3 N’Guessan (71.) | 0:1 Hegerberg (6.) 0:2 Hegerberg (62.) 0:3 Gulbrandsen (67.) | Norwegen | Aufstellung Elfenbeinküste gegen Norwegen |
| Elfenbeinküste                                 | F. Coulibaly (2.) | Haavi | Norwegen | Aufstellung Elfenbeinküste gegen Norwegen |
| Elfenbeinküste                                 | Spieler des Spiels: Ada Hegerberg (Norwegen) | | Norwegen | Aufstellung Elfenbeinküste gegen Norwegen |
| 3. Spieltag                                    | | |          |                                           |
| 15. Juni 2015, 17:00 Uhr in Moncton            | | |          |                                           |
| Zuschauer: 7.147                               | | |          |                                           |
| Schiedsrichter: Salomé di Iorio ( Argentinien) | | |          |                                           |
| Spielbericht                                   | | |          |                                           |